# Castello di Achnacarry
Il castello di Achnacarry è la casa ancestrale dei capi del Clan Cameron, che si trova a Achnacarry, circa 15 miglia (24 km) a nord-est di Fort William, in Scozia vicino al Loch Arkaig. Il castello originale fu costruito intorno al 1655 e distrutto dopo la battaglia di Culloden nel 1746; una nuova casa in stile baronale scozzese è stata costruita nel 1802.

## Origini
Ewen "Eoghainn MacAilein" Cameron, fece costruire il molto controverso castello di Tor nei primi anni del XVI secolo. Il castello rimase la sede dei Cameron di Lochiel fino alla sua demolizione dal suo pro-pro-nipote, Sir Ewen "Dubh" Cameron, XVII capo.
Sir Ewen Cameron fece costruire il castello di Achnacarry intorno al 1655 in una posizione strategica sulla istmo tra Loch Lochy e Loch Arkaig. Con la morte di sir Ewen nei primi anni del XVIII secolo il figlio, John Cameron, divenne capo del clan, subito dopo che il figlio, Donald, fuggì in esilio nelle Fiandre dopo la prima rivolta giacobita.
Con la sconfitta dell'esercito giacobita nella battaglia di Culloden nell'aprile 1746 i clan si ritirarono nelle Highland scozzesi. Dopo questo ultimo tentativo di resistenza fallito, lui e i suoi uomini si nascosero tra le montagne. Il 28 maggio 1746, Donald guidò gli uomini del reggimento di Bligh sotto il comando del tenente colonnello Edward Cornwallis e una società indipendente di Munro, comandata da George Munro, radendo al suolo Achnacarry.
Nel 1802 Achnacarry, che aveva trascorso gli ultimi cinquantina di anni in rovina, fu ricostruita sotto Donald Cameron, in stile baronale.
Il 18 agosto 1928, i rappresentanti di alcune fra le maggiori compagnie petrolifere mondiali si incontrarono nel castello per formare un cartello segreto finalizzato a contingentare la produzione del greggio a livello mondiale onde evitare la concorrenza fra compagnie. Gli accordi risultanti, noti come Accordi di Achnacarry, furono firmati in forma finale il 17 settembre 1928.

## Seconda guerra mondiale
L'edificio attuale e la tenuta circostante guadagnarono la fama di Commando Training Depot per le Forze Alleate (dal marzo 1942 al 1945). Ogni corso di formazione culminava in un esercizio di "sbarco contrastato" intorno alla zona vicina a Loch Lochy. Venivano utilizzati proiettili veri, dove ci furono alcuni feriti. Secondo il Daily Telegraph, circa 25.000 soldati completarono la formazione presso il centro durante i quattro anni che era in uso. Diverse associazioni militari sponsorizzano delle marce di volta in volta.

## Clan Cameron Museum
Il Clan Cameron Museum si trova in un cottage nel parco del castello. Al suo interno vi sono oggetti che comprendono le leggende del clan, dei capi, degli slogan, della storia, delle terre del clan a Lochaber. Altri reperti includono il castello e la storia della tenuta, della Queen's Own Cameron Highlanders e del principe Carlo Edoardo Stuart, noto come "Bonnie Prince Charlie".